# Theodor Duesterberg

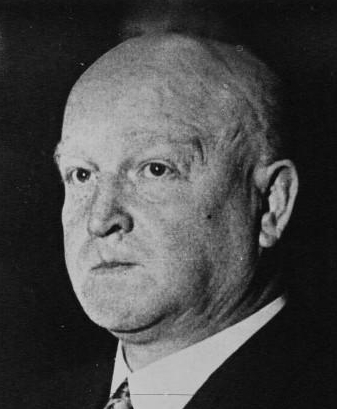
Theodor Duesterberg en 1932.

Theodor Duesterberg (pronunciación alemana: [dy ː stɐbɛʁk]; 19 de octubre de 1875 - 4 de noviembre de 1950) fue un político alemán, destacado líder de las Stahlhelm (cascos de Acero), en Alemania antes de la llegada al poder de los nazis.

## Biografía
Nacido como el hijo de un cirujano del ejército en Darmstadt, Duesterberg entró en el ejército prusiano en 1893 después de su formación en el cuerpo de cadetes. En 1900, Duesterbergtomó parte en el Cuerpo de Expedición de Asia Oriental, que e ntró en acción en China durante el levantamiento de los bóxers. Dos años más tarde, se convirtió en oficial y desempeñó diversos comandos del ejército antes de la Primera Guerra Mundial. Durante la guerra, Duesterberg sirvió en el Ministerio de la Guerra de Prusia y, finalmente, alcanzó el grado de teniente coronel. Después de la guerra, Duesterberg se licenció del ejército en protesta por el Tratado de Versalles, que Duesterberg vio como extremadamente injusto para Alemania. Posteriormente Duesterberg decidió entrar en la política y se hizo miembro del Partido Nacional del Pueblo Alemán (DNVP) en 1919.

## Stahlhelm

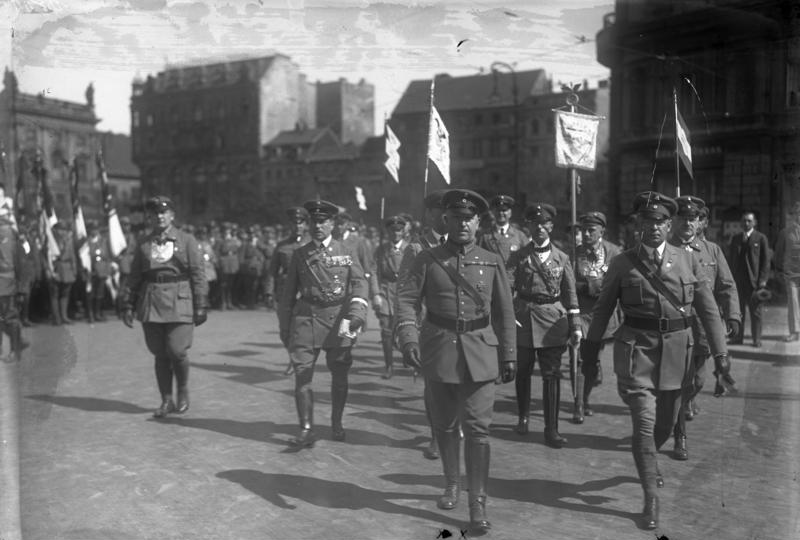
Duesterberg con los Cascos de Acero en febrero de 1932.

Después de varios desacuerdos con la dirección del partido, Duesterberg dejó el DNVP en 1923 y se unió a la nacionalista y promonárquica Stahlhelm, que en gran medida constaba de exmilitares descontentos con la República de Weimar. Duesterberg se movió rápidamente a través de la jerarquía del partido y en 1924 fue uno de sus dos jefes nacionales (el otro era Franz Seldte). Bajo el liderazgo de Duesterberg, el Stahlhelm llegó a ser un gran grupo paramilitar de Alemania.
Protestó activamente en 1929 contra el Plan Young. Dos años más tarde, alió el Stahlhelm con los nazis, el DNVP, y otros grupos de derecha con el fin de formar el Frente de Harzburg. El Frente de Harzburg intentó provocar la caída de Heinrich Brüning y la República de Weimar, pero con el tiempo se disolvió debido a la falta de voluntad de Adolf Hitler de subordinar al Partido Nazi a una amplia coalición de derecha. Muchos se incomodaban en la nacionalista derecha tradicional por el excesivo antisemitismo del NSDAP y sus puntos de vista cercanos al socialismo (sobre todo las SA, los hermanos Strasser, etc.). Después de la disolución del Frente, Duesterberg siguió a la cabeza del Stahlhelm y mantuvo la alianza con el DNVP.

## Candidatura presidencial

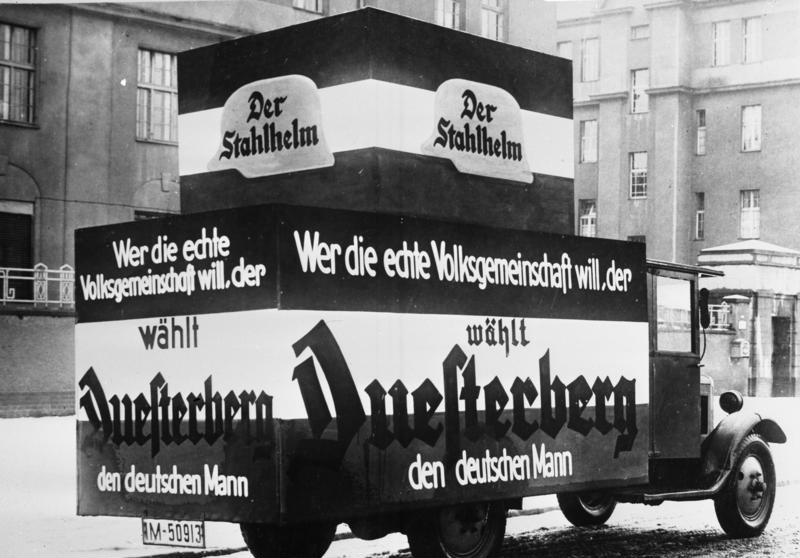
Campaña electoral en favor de Duesterberg, 1932.

En 1932, Duesterberg fue nominado por el Stahlhelm y el DNVP para postularse a presidente de Alemania en las elecciones de 1932, pero en última instancia, los nazis destruyeron cualquier posibilidad que Duesterberg tuviera de ganar con el apoyo masivo de los alemanes cuando se reveló que tenía ascendencia judía. Esta revelación causó que Duesterberg obtuviera malos resultados en la primera vuelta de las elecciones, y se retiró de la segunda vuelta electoral que siguió. 
Irónicamente, a Duesterberg le ofrecieron un puesto en el gabinete de Hitler, cuando Hitler se convirtió en canciller de Alemania en 1933, pero se negó rotundamente a la propuesta. Franz Seldte, sin embargo, entró en el gabinete de Hitler, lo que minó al Stahlhelm y a la autoridad de Duesterberg sobre la organización de esta, y por lo tanto, renunció a su jefatura en 1933.

## Arresto y últimos años
En 1934, Duesterberg fue arrestado por los nazis durante la Noche de los cuchillos largos y enviado al campo de concentración de Dachau, donde fue internado brevemente. Después de ser puesto en libertad, Duesterberg se sumió en la oscuridad. Era conocido por haber tenido contactos limitados con el antinazi Carl Friedrich Goerdeler en 1943, pero Duesterberg finalmente no jugó ningún papel en el activismo de Goerdeler contra Hitler. En 1949, Duesterberg escribió un libro titulado Cascos de acero y Hitler, en el que defendía su carrera política antes de la guerra y al Stahlhelm y detallaba la independencia del movimiento del Partido Nazi y "el odio judío loco predicado por Hitler". Un año más tarde, Duesterberg murió en Hameln.